# 美國眾議院女性議員
自1917年蒙大拿州共和黨員珍妮特·蘭金当选美國眾議院议员以來，女性一直在眾議院任職。總共有376名婦女擔任眾議員，另有7名女性擔任無投票權代表。截至2021年6月14日，美國眾議院共有119名女性議員（不包括4名女性無投票權代表），占美國眾議員總數的27.4%。在眾議院任職的354名女性議員中，232人是民主黨人（其中4人來自美國領土或哥倫比亞特區），122人是共和黨人（其中3人來自美國領土，包括建國前的夏威夷）。一名女性曾在眾議院最高辦公室任職，來自加利福尼亞州的眾議院議長南希·佩洛西是民主黨員。
50個州中有46個州的婦女當選為眾議院議員。阿拉斯加州、密西西比州、北達科他州和佛蒙特州沒有選舉女性進入眾議院，而阿拉斯加州、密西西比州和北達科他州已經選舉女性進入美國參議院。在美國的6個領土中，有5個領土的女性也被派往國會；唯一沒有派一名婦女進入眾議院的領土是北馬利安納群島。加利福尼亞州在國會中當選女性比其他任何一個州都多，自1923年以來，共有47名眾議員當選。迄今為止，尚無女性眾議員在入院前擔任過參議員、在非連續選舉中當選為多個州的眾議員、更換黨籍或在職業生涯中擔任過第三黨議員，儘管其中一個當選為無黨籍。

## 外部連結
- Women in Congress 的存檔，存档日期September 24, 2010，. — Companion site to book produced by the Office of the Clerk of the U.S. House of Representatives
- Associated Press. "Husbands' deaths often propel widows to office （页面存档备份，存于）". Columbia Daily Tribune, January 22, 2005. Retrieved February 15, 2005. (alternate source[], via journalstar.com)
- Maurer, Elizabeth. "Legislating History: 100 Years of Women in Congress" （页面存档备份，存于）. National Women's History Museum. 2017.